# Елинек, Франтишек
Франтишек Антонин Елинек (чеш. František Antonín Jelínek; 8 марта 1890, Прага — 26 февраля 1977, Светла-над-Сазавоу) — чешский академический художник.

## Жизнь и творчество
Ф. А. Елинек родился в Праге, в семье ювелира. Рисованием увлекался с детства; в 1906 году он поступает в пражскую Академию изящных искусств, где учился у профессоров Богумира Роубалика, Влахо Буковаца и Гануша Швайгера. Окончил Академию в 1911 году, и после этого совершил годичную учебную поездку в Италию. Годом позже (в 1913 году) Елинек приезжает в Черногорию, где пишет портрет черногорского короля Николы I.
Во время Первой мировой войны Ф. Елинек живёт и работает в городах Кутна-Гора и в венгерском Эгере; в конце войны он был мобилизован и в качестве военного художника участвовал в реставрационных работах в храме Святого Микулаша на Староместской площади в Праге. После окончания войны Ф. Елинек женится на Ружене Калусковой и уезжает с ней в Липнице-над-Сазавоу. Здесь он встречается с художником Ярославом Панушкой и писателем Ярославом Гашеком. В 1922 году художник строит в деревне Коханове (входит в муниципалитет города Светла-над-Сазавоу) летний домик и при нём — художественную мастерскую. Однако сам работает в основном в Праге, на Карловой улице, где у Елинека также было ателье. В этот период художник рисует преимущественно портреты, в том числе президента Чехословакии Томаша Масарика, художника Отакара Штафла, историка искусств Зденека Вирта, футболиста Карела Пешека (портрет последнего сгорел в 1934 году во время пожара на стадионе «Спарта»).
Находясь на этюдах в Коханове, Елинек пишет местные пейзажи, рисует цветы и натюрморты, старинные улочки города Светла-над-Сазавоу. Работы художника неоднократно выставлялись в Праге и других городах Чехословакии. Занимался преподаванием живописи в художественной школе Светла-над-Сазавоу. Почётный гражданин этого города.

## Галерея
- Девушка, играющая на лютне (1928)
- Натурщица в мастерской (1934)
- Заспанная (1939)
- Художник в ателье (1951)